# Biggenden
Biggenden is een plaats in de Australische deelstaat Queensland en telt 635 inwoners (2001).